# 平和大学
国連平和大学（へいわだいがく、United Nations University for Peace、略称: UPEACE）は、1980年に国際連合総会決議に基づき設立された国際連合の研究機関。
人類すべての間に「理解、寛容、平和共存」の精神を広める目的で、平和に関する高等教育を行う国際機関をつくり人道支援を供与するために設立された。本部キャンパスは、コスタリカの首都サンホセの西20kmのシウダード・コロンにある。コスタリカ政府が用意した面積3平方kmほどの敷地は平和公園および森林公園に囲まれている。コスタリカは軍隊がないという実績があり、コスタリカ政府の働きかけもあって本部はコスタリカに置かれる事になった。なお、同じく軍隊を持たない日本には国際連合大学が置かれている。

## 組織
国連関係機関の大学院大学である。国際法や安全保障などの研究や実践活動を通じ、国際的な平和構築や地域紛争の防止・解決を行うことのできる専門的な人材を養成している。

コスタリカ本部キャンパスでは、1年間の修士課程が8つ（国際法及び人権、国際法と紛争調停、ジェンダーと平和構築、国際平和研究、平和教育、環境安全保障、天然資源安全保障、メディアと紛争）設けられている。

またワシントンD.C.のアメリカン大学国際関係学部との間で天然資源と持続可能な開発に関する共同の修士課程（デュアルキャンパス修士プログラム）も設けており、2年間の課程の後で両大学の修士号を得ることができる。

マニラのアテネオ・デ・マニラ大学との間にも、国際平和研究について同様の修士課程が設けられている。
コスタリカ本部キャンパスには2007年の時点で、37カ国から来た124人の学生が在籍し、授業は英語で行われている。その他、世界各地にキャンパスが設けられている。ジュネーヴとニューヨークに分校を、アフリカ地域事務所をアディスアベバに、ラテンアメリカ・カリブ海地域事務所をコスタリカに置き、その他アジア・太平洋地域事務所や中央アジア地域事務所などの設置も検討されている。
学問と研究の自由を保障するため、平和大学は国連総会が認可した独自の憲章をもとに設立されている。平和大学は国連の諸規則の対象ではなく、平和や安全保障の専門知識を持つ人員で構成される独自の評議会により監督される。平和大学はこれにより迅速な行動を行うことができ、複合領域からのアプローチおよび多文化共生を志向したアプローチから紛争の根本的な原因を探るための最新かつ厳密な学術研究を企画することが可能となる。平和大学の名誉学長には国際連合事務総長（2017年時点ではアントニオ・グテーレス）が就任している。

## 活動
平和大学の広範囲に及ぶ活動は、国連の世界平和と安全保障の目標の文脈から理解される必要がある。平和と発展の基礎をつくり、暴力・紛争・テロリズムのもととなる偏見や憎悪を取り除くための人権、平和教育・多様性の尊重・訓練・研究の中心的な重要性は、ますます認識されつつある。
平和大学の活動のための資金は、平和大学の使命に賛同する多数の政府・財団・組織からの支援によっている。
平和大学の将来の展望は、コスタリカ本部の指導と各国の大学・非政府組織・財団などの協力で、平和に関する研究や教育を行う平和大学の分校やセンターなどを世界各地域につくり、ネットワークを形成することにある。